# Xã Brown, Quận Washington, Indiana
Xã Brown (tiếng Anh: Brown Township) là một xã thuộc quận Washington, tiểu bang Indiana, Hoa Kỳ. Năm 2010, dân số của xã này là 1.199 người.